# Warmenhuizen
Warmenhuizen is een dorp in de gemeente Schagen, in de provincie Noord-Holland. In het West-Friese dialect spreekt men van Warmehui'ze en Wermehúze. De regionale bijnaam is Warmetuut.
In het van oorsprong agrarische dorp kwamen na 1970 veel forensen wonen. Warmenhuizen was tot 1990 een zelfstandige gemeente, daarna maakte het deel uit van de gemeente Harenkarspel. Die werd samen met Zijpe in 2013 bij de gemeente Schagen gevoegd. Het dorp telde in 2023 ongeveer 6.030 inwoners.

## Geschiedenis
Warmenhuizen zou volgens gefantaseerde kronieken uit de 16e eeuw in 745 gesticht zijn door (fictieve) koning Radboud II, Die zou de eerste terpen in het gebied hebben aangelegd. Het is wel bekend dat het grondgebied op een bepaald moment onder de Graven van Holland vielen. Dit tot zeker 1254. Samen met de plaats Harenkarspel, het tegenwoordige Kerkbuurt, komt het dorp in 1256 in het bezit van de heren van Egmont.
De laatste graaf van dit huis die het dorp in bezit had, was Lamoraal van Egmont. Zijn weduwe Sabina van Beieren kreeg het gebied waarin het dorp ligt uiteindelijk in 1576 in haar bezit doordat de Graaf in 1568 werd onthoofd. Haar zoon Filips erfde het gebied maar nadat deze de zijde van de Spanjaarden tijdens de Tachtigjarige Oorlog koos, verloor hij al zijn goederen, waaronder het gebied waarin Warmenhuizen was gelegen. In 1590, na het overlijden van Filips, kreeg een familielid, Lamoraal van Egmont II de goederen in 1593 terug maar wel met de voorwaarde dat hij zich in Frankrijk moest vestigen. Deze kon echter het gebied niet lang behouden omdat hij in ernstige geldproblemen zat. Zijn goederen werden verkocht aan de Staten van Holland en West-Friesland en die verkochten in 1607 de dan 'hoge heerlijkheid Warmenhuizen, Schoorldam en Krabbendam' voor 10.050.- gulden aan de heren Gybels en Van der Elburch.

## Bouwwerken

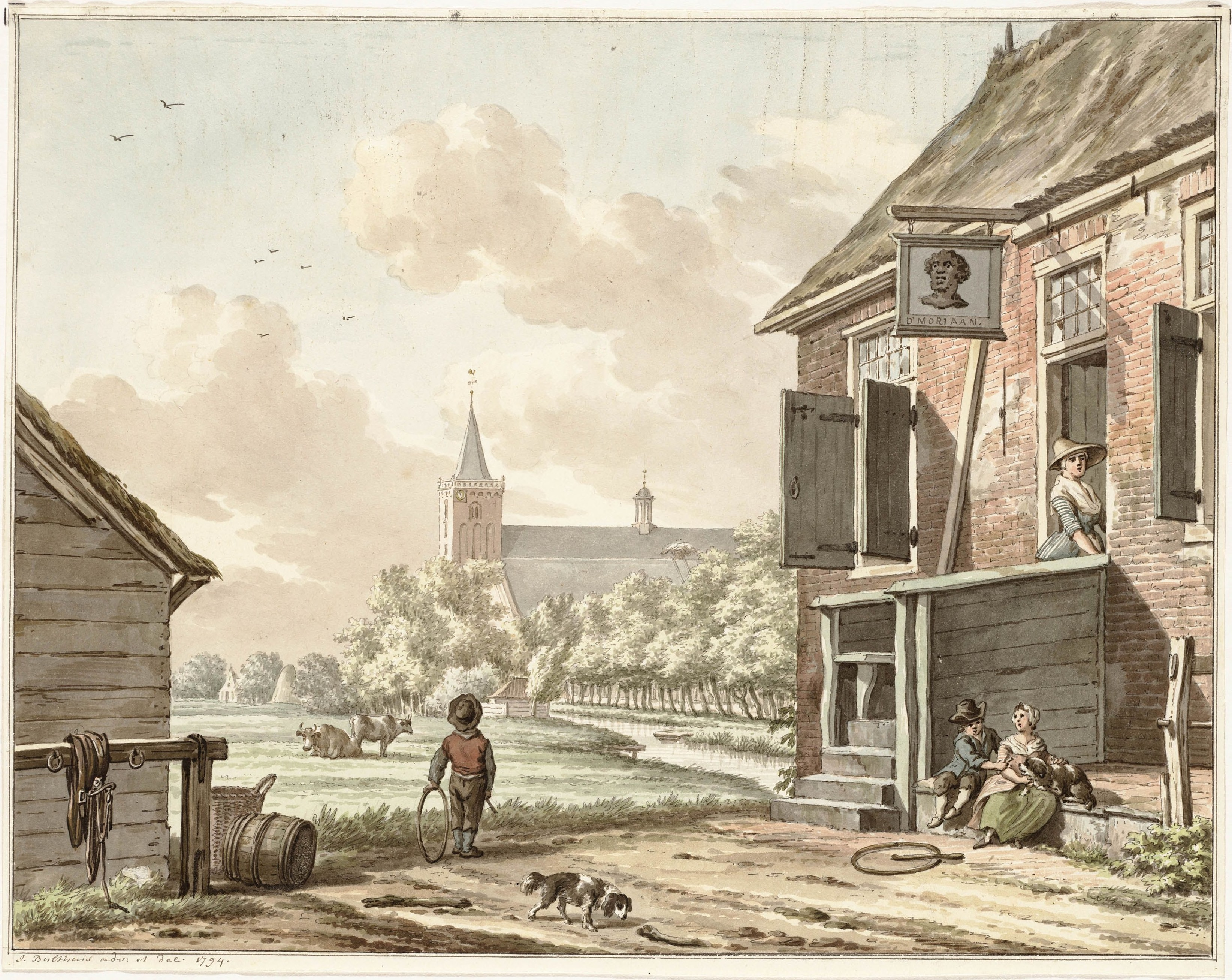
Herberg D' Moriaan (1794) door Jan Bulthuis.

De basis voor de Oude Ursulakerk in Warmenhuizen werd gelegd in de 13de eeuw. Dit is goed te zien aan de westgevel, omdat die opgetrokken is uit zogeheten kloostermoppen. Tegen deze westmuur is de huidige toren gebouwd, waarschijnlijk daterend uit de 14de eeuw. In de loop der eeuwen zijn zowel het schip in 1500 als de toren diverse malen uitgebreid. De kerk kwam na de Reformatie in gebruik bij de protestanten. De klok in de toren is afkomstig uit de in 1779 ingestorte toren van Schoorl. In de kerk worden naast kerkdiensten ook exposities en concerten gehouden.
In 1872 kon men in Warmenhuizen weer een rooms-katholieke kerk bouwen, de Ursulakerk. Het in neoromaanse stijl opgetrokken bouwwerk werd ontworpen door architect Theo Asseler.
De dorpsherberg heet De Moriaan, hij wordt al in 1572 vermeld. Het is thans een restaurant. De doorloopstallen van de paarden zijn intussen niet meer terug te vinden, deze stonden op de plek waar nu bushalte "De Stal" is.
In het buitengebied van Warmenhuizen, nabij buurtschap Huiskebuurt, staat aan de Molenweg een poldermolen. Deze eikenhouten achtkant heet De Grebmolen en dateert van 1875.

## Sport
Het dorp is regionaal en landelijk bekend vanwege de vele sporters. Onder anderen Steven Rooks, winnaar van de bolletjestrui in de Tour de France van 1988, woonde destijds in Warmenhuizen.
Het kent verder de voetbalvereniging VIOS-W, zaalvoetbalvereniging ZVV VIOS'79, volleybalvereniging Dinto, atletiekvereniging AV NOVA en een tennisvereniging, TV Warmenhuizen.

## Carnaval
Door de geografische ligging wordt carnaval hier in mindere mate gevierd dan in zuidelijker gelegen provincies. Desondanks heeft Warmenhuizen toch een andere naam in de carnavalstijd, namelijk de Bessenburcht. Alle carnavalsactiviteiten staan onder de leiding van de groep De Bessenpappers.

## Bekende inwoners
- Antje Paarlberg (1808 - 1885)
- Pieter Jacob Albrecht Adriani, (1879-1974), belastingrechtdeskundige en hoogleraar fiscaal recht
- Sjouke Westra (1907-1993), schaatser en winnaar van de 6e Elfstedentocht in 1940
- Joop Klant (1915-1994), prozaschrijver en econoom
- Kees Kwant (1918-2012), filosoof
- Guus Sötemann (1920-2002), neerlandicus en hoogleraar
- Klaas Boot (1927-2003), turner en sportverslaggever
- Henk Tijm (1938-2024), voetballer
- Wilfred Klaver (1963) acteur, zanger
- Matthé Pronk (1974), wielrenner
- Maarten van der Weijden (1981), zwemmer
- Jos Pronk (1983), wielrenner
- Marco van Duin (1987), keeper
- Rosa Entius (2003), volleybalster